# Rink-Hockey Club Diessbach
Il Rink-Hockey Club Diessbach è una squadra di hockey su pista avente sede a Diessbach bei Büren nel cantone di Berna.
Nella sua storia ha vinto 2 campionati nazionali e 6 coppe di Svizzera.
La squadra disputa le proprie gare interne presso il Sporthalle Diessbach, a Diessbach bei Büren.

## Cronistoria
| Cronistoria del Rink-Hockey Club Diessbach |
| --- |
| - 1984 · - 1985 · - 1986 · - 1987 · - 1988 · - 1989 · - 1990 · - 1991 · - 1992 · - 1993 · - 1994 · - 1995 · - 1996 · - 1997 · - 1998 · - 1999 · - 2000 · - 2000-01 · - 2001-02 · - 2002-03 · - 2003-04 · Vince la Coppa di Svizzera (1º titolo) - 2004-05 · - 2005-06 · - 2006-07 · - 2007-08 · - 2008-09 · 8° in LNA prima fase - 2009-10 · 3° in LNA prima fase, 3ª fase finale Vince la Coppa di Svizzera (2º titolo) - 2010-11 · 3° in LNA prima fase, 4ª fase finale Vince la Coppa di Svizzera (3º titolo) Eliminato agli ottavi di finale della Coppa CERS - 2011-12 · 3° in LNA prima fase, 4ª fase finale Eliminato al primo turno della Coppa CERS - 2012-13 · 2° in LNA prima fase, 1ª fase finale · Campione di Svizzera (1º titolo) Eliminato agli ottavi di finale della Coppa CERS - 2013-14 · 6° in LNA prima fase, 5ª fase finale Eliminato fase a gironi della CERH European League - 2014-15 · 3° in LNA, semifinalista play-off Eliminato ai quarti di finale della Coppa CERS - 2015-16 · 3° in LNA, vince i play-off · Campione di Svizzera (2º titolo) Vince la Coppa di Svizzera (4º titolo) Eliminato al primo turno della Coppa CERS - 2016-17 · 1° in LNA, semifinalista play-off Eliminato fase a gironi della CERH European League - 2017-18 · In LNA Vince la Coppa di Svizzera (5º titolo) Eliminato al primo turno della Coppa CERS |

## Palmarès

### Titoli nazionali
8 trofei
- Campionato svizzero: 2
  - 2012-13, 2015-16
- Coppa di Svizzera: 6
  - 2003-04, 2009-10, 2010-11, 2015-16, 2017-18, 2018-19